# MOA-2007-BLG-192L
MOA-2007-BLG-192L ist ein Roter Zwerg oder Brauner Zwerg mit geringer Masse. MOA-2007-BLG-192L ist annäherungsweise 3000 Lichtjahre entfernt, im Sternbild Schütze. Er hat wahrscheinlich in etwa 6 % der Sonnenmasse. 2008 wurde ein extrasolarer Planet entdeckt, welcher MOA-2007-BLG-192L umkreist.

## Planetares System
Die Entdeckung von MOA-2007-BLG-192L b, wurde am 2. Juni 2008 bekanntgemacht. Der Planet hat etwa die 3,3-fache Erdmasse und ist damit einer der kleineren extrasolaren Planeten. Er wurde mithilfe des Mikrolinseneffekts am 24. Mai 2007 vom Mt. John Observatorium in Neuseeland entdeckt.